# Opazon frigidum
Opazon frigidum är en stekelart som beskrevs av Macek 1997. Opazon frigidum ingår i släktet Opazon, och familjen hyllhornsteklar. Arten är reproducerande i Sverige.